# والتر پجت
والتر پجت (انگلیسی: Walter Padgett؛ 1867 – 4 may ۱۹۲۹ (۶۱−۶۲ سال)) ورزشکار اهل بریتانیا بود.
وی در مسابقات کشوری و بین‌المللی در مجموع برندهٔ ۱ مدال نقره شده‌است.